# Left Theatre
Das Left Theatre war ein von Januar 1934 bis März 1937 bestehendes britisches Ensemble professioneller Theaterschaffender, gegründet mit der Absicht, die Arbeiterklasse am Theatergeschehen teilhaben zu lassen und ihre Lebensumstände zu thematisieren. Insgesamt wurden sieben Stücke zur Aufführung gebracht, bei denen überwiegend der Gegenstand „Streik“ in den Vordergrund trat.
Zu Wege gebracht wurde das Left Theatre von dem Regisseur André van Gyseghem, Barbara Nixon, Llewellyn Rees, Ralph Wright, Miles Malleson, Maruo Fawcett, Ina De la Haye und Lionel Britton. Zur Umgehung der Zensur des „Lord Chamberlain“ war zunächst der Theaterclub die Organisationsform, später wählte man jene der Industrial and Provident Society (IPS). Van Gyseghem arbeitete für den „Internationalen Revolutionären Theater-Bund“, der seit 1932 bewusst den Kontakt zu gelernten Theaterleuten suchte. Vorbilder für die Briten waren Gustav von Wangenheims Berliner Truppe 1931 und die seit 1933 bestehende amerikanische Theatre Union, enge Kontakte gab es auch zu den Amateurtheater-Gruppen der Workers’ Theatre Movement. Da die finanzielle Situation den Erwerb eines eigenen Theaters nicht gestattete – auch wenn die Umwandlung in eine IPS im Hinblick hierauf geschah –, dienten öffentliche West End Theater in London als Veranstaltungsorte. Bei den sieben zustande gekommenen Inszenierungen musste anfangs auf ausländische Stücke zurückgegriffen werden:
1. The Sailors of Cattaro (Die Matrosen von Cattaro) von Friedrich Wolf lief unter der Regie van Gyseghems zuerst im Phoenix Theatre, später auch in Stratford und Woolwich.
2. They Shall Not Die des amerikanischen Autors John Wexley beschrieb in drei Akten das Ringen um die Bewahrung der sogenannten „Scottsboro Boys“ vor der Vollstreckung eines Todesurteils. Der Daily Worker lobte van Gyseghems Inszenierung als nützlich für die damals laufende Solidaritätskampagne.
3. Ebenfalls Amerikaner waren mit George Sklar und Albert Maltz die Autoren des Antikriegsstücks Peace on Earth, in dessen Handlung durch einen Streik die Beladung eines Schiffes mit Kriegsgütern verhindert wird. Barbara Nixon führte Regie.
4. Draw the Fires ist der englische Titel von Ernst Tollers Feuer aus den Kesseln, eine dramatische Bearbeitung des Kieler Matrosenaufstands, die als Nächstes auf dem Programm stand.
5. Ein couragiertes Projekt war Barbara Nixons Theaterfassung von Maxim Gorkis Mother (Die Mutter), die im November 1935 während einer Woche an verschiedenen Orten zur Aufführung gebracht wurde.
6. Im folgenden Monat war mit Montagu Slaters Stück Easter das Ergebnis eines Schreibwettbewerbs zu sehen, Slaters erster dramatischer Versuch. Das Stück hat den irischen Osteraufstand von 1916 zum Inhalt.
7. Das Londoner Westminster Theatre war schließlich der Ort zur Aufführung von Slaters New Way Wins. Wilfrid Walter führte Anfang 1936 Regie bei jenem Stück, das sich um einen „stay-down-strike“ dreht, der Besetzung eines Stollens durch Bergarbeiter. Da das Drama für „touring companies“ gedacht war und deshalb mit acht Schauspielern auskam, passte es nicht allzu gut zum Left Theatre, das mitunter 40 Darsteller auf die Bühne brachte

Wie die amerikanische Theatre Union, die 1937 aus finanziellen Gründen ihre Tätigkeit einstellen musste, konnte auch das Left Theatre nicht weiterarbeiten – das erhoffte Anwachsen der Mitgliederzahl durch die Umwandlung der Organisationsform war ausgeblieben.